# Battaglia per la Terra (romanzo)
Battaglia per la Terra (Battlefield Earth) è un romanzo di fantascienza scritto da L. Ron Hubbard e pubblicato nel 1982.
Nel 2000 dalla prima metà del romanzo venne tratto l'omonimo film, che fu un fallimento commerciale e venne criticato come uno dei "peggiori film mai realizzati".

## Storia editoriale
Intitolato inizialmente Man, the Endangered Species, il romanzo venne pubblicato per la prima volta nel 1982 da St. Martin's Press. Tutte le ristampe successive sono opera delle case editrici della Chiesa di Scientology, Bridge Publications e Galaxy Press. Scritto nello stile dell'epoca dei pulp (durante la quale Hubbard iniziò la sua carriera letteraria), il romanzo è un'opera voluminosa (oltre 750 pagine in brossura, oltre mille nell'edizione tascabile). Fu il primo romanzo apertamente fantascientifico dai suoi giorni delle riviste pulp degli anni quaranta e venne promosso come il "ritorno" di Hubbard alla fantascienza dopo una lunga assenza.
L'illustrazione della copertina originale mostrava un'immagine dell'eroe Jonnie Goodboy Tyler che non coincideva con la descrizione fisica data dal testo del romanzo. La successiva edizione tascabile corresse l'illustrazione, in particolare fornendo una barba al protagonista.
Il libro fu ristampato nel 2000 con una nuova copertina, in collegamento con l'uscita dell'adattamento cinematografico. Il libro è stato anche distribuito in versioni audiolibro ed e-book.
Secondo Nielsen BookScan, il romanzo ha venduto ventinovemila copie tra il 2001 e il 2005.
Secondo l'editore di Hubbard, è stato tradotto in 23 lingue e pubblicato in un numero approssimativo di 30 paesi. Fonti sempre legate alla Chiesa di Scientology accreditano al libro la presenza in 68 singole classifiche nazionali dei libri più venduti, per un totale complessivo di 368 settimane.

## Trama
Nell'anno 3000 l'umanità è regredita allo stato primitivo e la Terra è dominata da una razza aliena chiamata Psychlos. Questa razza ha colonizzato il pianeta tramite la Compagnia Mineraria Intergalattica allo scopo di estrarne bauxite dal suolo. Gli extraterrestri sono giunti nel sistema solare attratti dalla Placca dei Pioneer, contenuta nelle sonde Pioneer. Lo psychlo Terl, capo della sicurezza per la compagnia mineraria sulla Terra, ambisce un trasferimento in un pianeta più centrale dell'universo. Per ottenerlo escogita un piano machiavellico che ha per fulcro il terrestre Jonnie Goodboy Tyler, il quale, però, è più furbo del previsto e cerca di sobillare una rivolta per far sì che l'umanità riconquisti la Terra.

## Trasposizione cinematografica
Dalle prime 400 pagine del romanzo, lungo oltre 1000 pagine, venne tratto l'omonimo film del 2000 diretto da Roger Christian e interpretato, tra gli altri, da John Travolta (che ne fu anche produttore) e Forest Whitaker. La pellicola, malgrado l'elevato budget di produzione, fu un fallimento commerciale. Il film venne unanimemente bocciato da critica e pubblico, tanto da essere definito uno dei "peggiori film mai realizzati".

## Riconoscimenti

### Saturn Award
L'enciclopedia biografica di L. Ron Hubbard documenta con una fotografia due premi offerti a Battaglia per la Terra e nella didascalia a pagina 160 afferma "un Saturn Award senza precedenti da parte dell'Academy of Science Fiction, Fantasy and Horror Films", aggiungendo "Malgrado sia normalmente riservato a opere drammatiche, questo Saturn è stato assegnato al romanzo". Il 19 aprile 1984 il quotidiano Kamloops news pubblica una foto dove viene immortalato Ken Annakin con in mano il premio e nella didascalia si legge che accetta il premio per lo scrittore di fantascienza L. Ron Hubbard, autore di Battaglia per la Terra.

### Riconoscimento personale di Ernesto Vegetti
Sempre nell'enciclopedia ufficiale di L. Ron Hubbard è mostrata una targa color argento dove Ernesto Vegetti scrive: "Debbo dire che con Battaglia per la terra ho avuto una lieta sorpresa; non era l'Hubbard della giovinezza, ma avevo tra le mani un libro che in seguito avrei riletto, con piacere immutato rispetto alla prima volta. Un libro che dà anche l'occasione di pensare. Presidente World SF Italia, Marzo 2001"

### Golden Scroll Award for Outstanding Achievement
Nella biografia ufficiale dell'autore si può vedere anche la foto di un: "Golden Scroll Award of Merit for Outstanding Achievement" firmato da Dr. Donald A. Reed (fondatore della medesima associazione tenutaria dei Saturn Awards), la stessa foto appare nel sito che promuove il libro.

### Premio nazionale Tetadramma d'oro
Sempre nella biografia ufficiale dell'autore nel 1987 vi è una foto della pergamena del Premio nazionale Tetadramma d'oro da Il Corriere di Roma.
Lo stesso giornale nell'edizione del 15 novembre 1987, dedica un'intera pagina al conferimento con foto bianco e nero che documentano l'evento, al tavolo della presentazione oltre al presidente del giornale, Giuseppe Gesualdi, anche il maestro di pianoforte Mario Fenninger (amico di L. Ron Hubbard), e l'on. Ego Spartaco Meta. La medaglia d'oro, secondo la cronaca dell'evento e la foto pubblicata sul medesimo giornale, è stata conferita il 29 ottobre 1987 presso la Sala del Trono di Papa Innocenzo XII in Roma. Notizia ripresa da altri periodici.

## Edizioni
Il romanzo è stato pubblicato in italiano nel 1986 da Rizzoli e in seguito più volte ripubblicato dalla casa editrice New Era Publications International ApS (che pubblica tutte le opere di L. Ron Hubbard, incluse Dianetics e Scientology), sia in singolo volume, sia diviso in tre volumi.